# Cesare Poma
Cesare Poma (Biella, 21 marzo 1862 – Biella, 16 febbraio 1932) è stato un diplomatico, numismatico e storico italiano.

## Biografia
Nacque a Biella da una famiglia di imprenditori tessili, proprietaria dei cotonifici omonimi. Il padre morì prematuramente. La madre Clelia Bona De Fabianis Poma, donna molto colta, avviò lui e il fratello Luigi agli studi classici. Cesare studiò al Real Collegio Carlo Alberto di Moncalieri dal 1868 al 1880, dove a testimonianza del suo eccellere per l'anno scolastico 1879-1880 rimane il dipinto con il quale, secondo la tradizione del tempo, venivano ricordati gli allievi più meritevoli, indicati con il titolo di principe degli studi.
Si laureò in giurisprudenza alla R. Università di Torino il 7 luglio 1884. Fu ammesso quale applicato nella carriera consolare in seguito a esami di concorso il 5 aprile 1885.
Svolse attività come diplomatico a Smirne, Rio de Janeiro, New York, Boston, New Orleans, San Francisco, Campinas, Cardiff, Tientsin, Florianópolis, Belo Horizonte, Johannesburg, Liverpool.
Nel 1910 abbandonò la carriera diplomatica e si ritirò a Biella per dedicarsi agli studi storici e alle scienze linguistiche, onomastiche e toponomastiche. Pubblica libri e articoli di storia locale, ma anche studi legati alle conoscenze acquisite nei Paesi in cui svolse attività diplomatica.
Valente numismatico creò una preziosa raccolta di monete, tra cui alcune molto rare.
Notevole la sua raccolta di carte, stampe e libri biellesi, e di grande valore lo schedario onomastico italiano e la collezione di periodici in moltissime lingue. Fu membro di importanti associazioni storiche e culturali, tra cui la Società Storica Novarese.
Fu il primo console italiano a Tientsin dal 1º agosto 1901 al maggio 1904. L'incarico gli era stato dato il 29 marzo 1901.
Pubblicò il primo giornale italiano stampato in Cina, il Bollettino italiano dell'Estremo Oriente da lui fondato nel 1902 con il titolo iniziale di Bollettino italiano Italian Settlement Gazette. Il giornale era scritto in italiano, inglese, cinese. Ne furono pubblicati 5 numeri.
Appassionato di studi storici, linguistici e numismatici, pubblicò diversi lavori.

## Archivio e biblioteca personale
Il fondo "Cesare Poma" si trova alla Biblioteca civica di Biella. Altri documenti anche in lingua cinese e  la collezione dei periodici, circa 1400 fascicoli in moltissime lingue e lo schedario onomastico si trovano alla Biblioteca Apostolica Vaticana.

## Onorificenze
Il 27 dicembre 1896 viene nominato Cavaliere della Corona d'Italia.
1909 Cavaliere dell’ordine Mauriziano 

## Riconoscimenti
La Biblioteca Vaticana, in occasione del Giubileo 2025, ha allestito presso la propria sede la mostra "En route", utilizzando parte della collezione dei periodici di Cesare Poma, vari oggetti personali o  cinesi da lui collezionati in dialogo con opere di alcuni creativi: Lorenzo Jovanotti Cherubini, Pietro Ruffo, Maria Grazia Chiuri,  Kristjana S. Williams

## Scritti

### Storici
- Gli Statuti del comune di Biella del 1245, Biella, Tip. Amosso, 1885.
- Mukden e cinesi e manciù in Manciuria, Roma, Società Geografica Italiana, 1907.
- Un'antica carta in Manciù dell'area dell'attuale guerra russo-giapponese (con una carta fuori testo), Roma, Società Geografica Italiana, 1905.
- L'antico convento di S.Domenico di Biella-Piazzo, secondo una descrizione del 1751, scritta da p.G.G. Trivero, e ora tradotta dal latino e per la prima volta pubblicata da Cesare Poma, Torino, Tip. S. Giuseppe Degli Artigianelli, 1909.
- Processo e condanna al rogo d'una strega di Miagliano nel 1470-1, Biella, ip. Unione Biellese, 1913.

### Linguistici
- De los periodicos escritos en lenguas indigenas de America: memoria leida en el Congreso de Americanistas, sesion del 19 de octubre de 1895, Mexico, 1895.
- Di un giornale in Guaranì e dello studio del Tupì nel Brasile, 1897.
- Il giornalismo nel Nord della Cina, 1903.
- Il giornalismo nel Marocco, 1904.
- Il composto verbale nella onomastica italiana: appunti filologici, 1910.
- L'enigma di Suno, 1913.

### Numismatici
- Di una monetina inedita della zecca di Messerano, RIN. 5, 1892.
- Il nuovo sistema monetario cinese, Appunti numismatici sul dollaro cinese 1890-1901, RIN 17, 1904.
- Zecca di Pomponesco. Sesino inedito con San Giuliano di Giulio Cesare Gonzaga Marchese (1583/93) “RIN” 30, 1917.